# Thore Horve
Thore Horve, född 6 oktober 1899, död 15 augusti 1990, var en norsk sjömilitär.
Thore Horve blev officer 1920. Vid den tyska ockupationen av Norge våren 1940 tog Horve, som då förde befälet på en jagare, ett deltagande tyskt fartyg som pris och gick till Storbritannien. Under återuppbyggandet av den norska flottan hade Horve huvudsakligen aktiv tjänst och erhöll sommaren 1942 befälet över den då till norska flottan överlämnade nya jagaren Glaisdale. Med denna deltog Horve som eskortchef för en större konvoj till invasionen i Nordafrika samma år och utmärkte sig i striderna i Engelska kanalen, så att han erhöll befälet över den brittiska jagarflottilj han tillhörde. Horve blev därefter chef för den norska motortorpedbåtarna, som från Shetlandsöarna opererade mot tyska flottan och sjöfarten på Norges kust. Senare var Horve chef för "marinens specialavdelning", som med samma bas uppehöll förbindelserna med den norska motståndsrörelsen och utförde specialuppdrag i samband därmed. Horve blev 1946 konteramiral och chef för sjöförsvaret samt 1947 viceamiral. Han avgick på egen begäran av principskäl från befattningen 1949 och blev då – med återtagande av konteramirals grad – chef för militärområdet Nordnorge.